# Albert Rupp (Pilot)

Albert Rupp

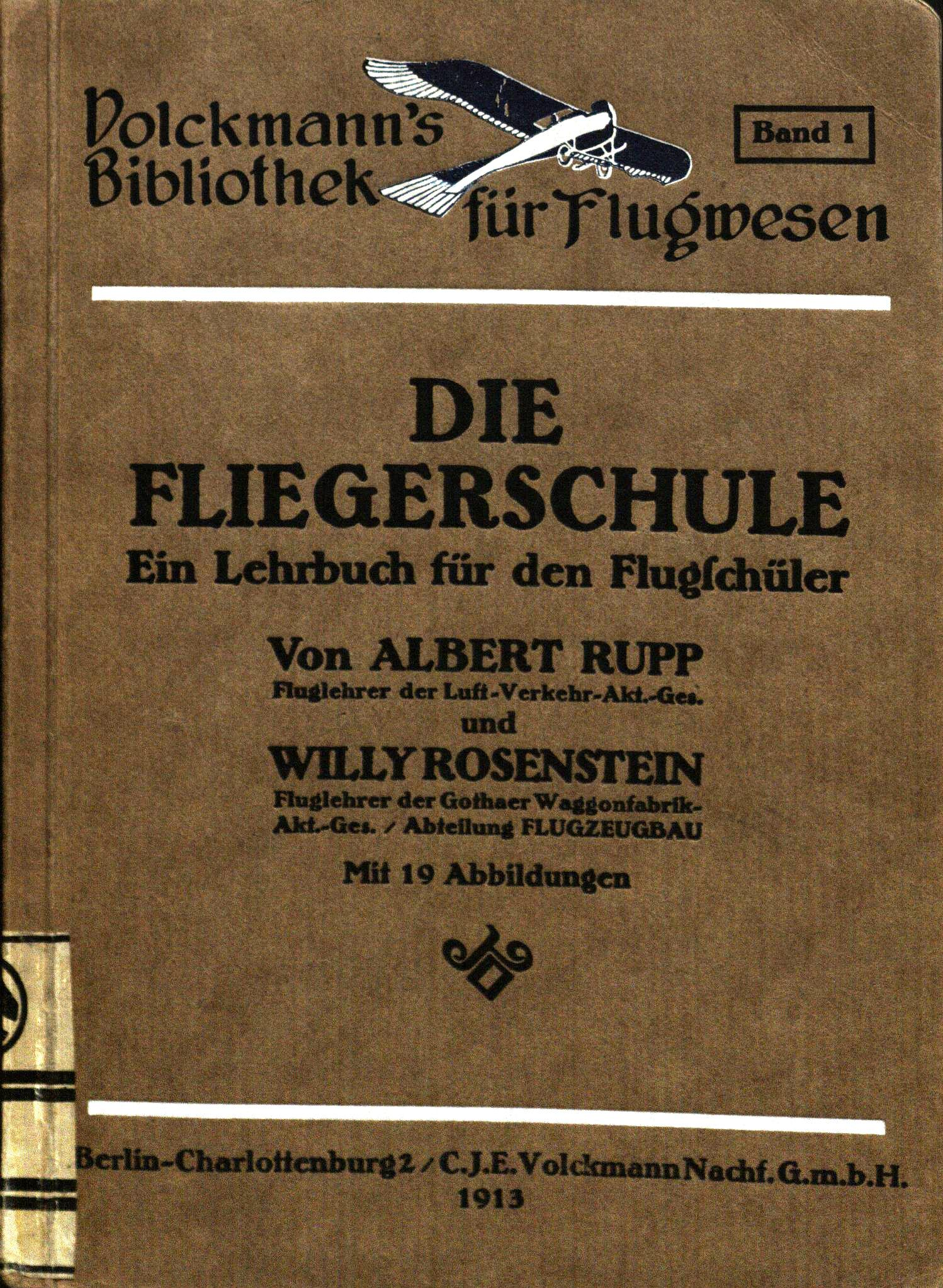
Das Buch Die Fliegerschule von Albert Rupp und Willy Rosenstein

Albert Rupp (* 29. August 1885 in Hilterfingen; † 19. Dezember 1958 in Hünibach) war ein Schweizer Luftfahrtpionier.

## Laufbahn als Pilot und Erfinder
Seine ersten beruflichen Schritte als Flugzeugmechaniker und Pilot machte Albert Rupp, der eine Mechanikerlehre in Thun absolviert hatte, bei dem französischen Flugzeugunternehmen Société Antoinette. 1911 ging er nach Berlin, bestand als 62. die deutsche Prüfung zum Flugzeugführer und erwarb als Neunter den Schweizer Flugschein. Schon im Jahr zuvor war er in die Albatros Flugzeugwerke in Berlin-Johannisthal eingetreten und wurde deren Chefpilot. Seine Tätigkeit bestand vor allem in der Ausbildung sowie im Einfliegen und Abliefern von Flugzeugen an die Heeresverwaltung. Am 20. Juli 1911 überflog er in einem Albatros-Doppeldecker als „zweiter Deutscher“ Berlin in 300 Meter Höhe und umkreiste zweimal die Siegessäule.
1912 beteiligte sich Rupp gemeinsam mit Bruno Büchner auf bulgarischer Seite am Zweiten Balkankrieg. Mit 25 Flugzeugen reisten die beiden Piloten im Zug nach Swilengrad, damals Mustafa Pascha, um sie dort abzuliefern. Zudem flogen sie selbst an die Front, um Truppenbewegungen zu beobachten und Botschaften abzuwerfen. Auch an die russische Offiziersschule nach Sankt Petersburg lieferte Rupp Militärflugzeuge sowie in sein Heimatland, die Schweiz.
1913 übernahm Albert Rupp einen leitenden Posten bei der Luftverkehrsgesellschaft (LVG) in Berlin. Er blieb in Deutschland bis 1945, wo er sich der Entwicklung und Produktion der nach ihm benannten patentierten Flugpropellernabe widmete, die später auch in Schweizer Militärflugzeugen eingebaut wurde. Die Besonderheit der „Rupp-Nabe“ war, dass der Propeller besonders einfach und schnell gewechselt werden konnte.

## Schriften
- Die Fliegerschule. Ein Lehrbuch für den Flugschüler, mit Willy Rosenstein, Volckmann, Berlin 1913